# Micah Sloat
Micah Sloat (Westport, 8 maggio 1981) è un attore statunitense.
È conosciuto principalmente per il ruolo di Micah nella serie di film Paranormal Activity.

## Biografia
Sloat è nato a Westport in Connecticut come più grande di sei fratelli. Ha conseguito la laurea in Filosofia presso lo Skidmore College nel 2004. Sloat suona sia rock che blues con la chitarra e canta anche con il coro Westminster Chorus. Nel 2005, Sloat si è trasferito a Los Angeles e ha frequentato il Musicians Institute di Hollywood e ha iniziato a studiare recitazione.
Era ancora a prendere lezioni quando ha notato una pubblicità per il casting di Paranormal Activity nella primavera del 2006. L'annuncio richiesto era per attori sconosciuti con la capacità di improvvisare che potesse lavorare durante la notte senza sapere ciò che la scena successiva comporterebbe. Uscito nel 2009, il film si è rivelato un successo inaspettato al box office, incassando oltre 100 milioni di dollari del novembre 2009. Ha partecipato anche al prequel Paranormal Activity 2.

## Filmografia
- Paranormal Activity (2007)
- Paranormal Activity 2 (2010)
- Paranormal Activity 4 (2012)
- Il segnato (2014)